# Lepidotrigla kanagashira
Lepidotrigla kanagashira és una espècie de peix pertanyent a la família dels tríglids.

## Descripció
- Fa 18 cm de llargària màxima.[4][5]

## Hàbitat
És un peix marí, demersal i de clima temperat.

## Distribució geogràfica
Es troba al Pacífic occidental: la badia de Tosa (el Japó) i el mar de la Xina Meridional.

## Observacions
És inofensiu per als humans.